# Cần Đăng
Cần Đăng là một xã thuộc huyện Châu Thành, tỉnh An Giang, Việt Nam.

## Địa lý
Xã Cần Đăng nằm ở phía bắc huyện Châu Thành, cách trung tâm thành phố Long Xuyên 19 km, có vị trí địa lý:
- Phía đông giáp các xã An Hòa, Bình Hòa, Hòa Bình Thạnh
- Phía tây giáp xã Vĩnh Hanh
- Phía nam giáp xã Vĩnh Lợi
- Phía bắc giáp huyện Châu Phú.

Xã Cần Đăng có diện tích 37,33 km², dân số năm 2019 là 17.537 người, mật độ dân số đạt 470 người/km².

## Hành chính
Xã Cần Đăng được chia thành 5 ấp: Cần Thạnh, Cần Thới, Cần Thuận, Hòa A và Hòa B.

## Lịch sử
Quyết định 56-CP ngày 11 tháng 03 năm 1977 của Hội đồng Chính phủ, hợp nhất huyện Huệ Đức và huyện Châu Thành thành một huyện lấy tên là huyện Châu Thành, xã Cần Đăng thuộc huyện Châu Thành.
Quyết định 181-CP ngày 25 tháng 04 năm 1979 của Hội đồng Chính phủ điều chỉnh địa giới và đổi tên một số xã và thị trấn thuộc tỉnh An Giang, sáp nhập ấp Vĩnh Hòa A, ấp Vĩnh Hòa B và 1/3 ấp Vĩnh Thuận (theo lòng kinh Sáu về nối với mương Trâu Hương Quan Giảng) của xã Vĩnh Hanh vào xã Cần Đăng.
Quyết định 300-CP ngày 23 tháng 08 năm 1979 của Hội đồng Bộ trưởng, chia huyện Châu Thành thành hai huyện lấy tên là huyện Châu Thành và huyện Thoại Sơn, xã Cần Đăng thuộc huyện Châu Thành.

## Giao thông
Dự án Sân bay An Giang.

## Hình ảnh

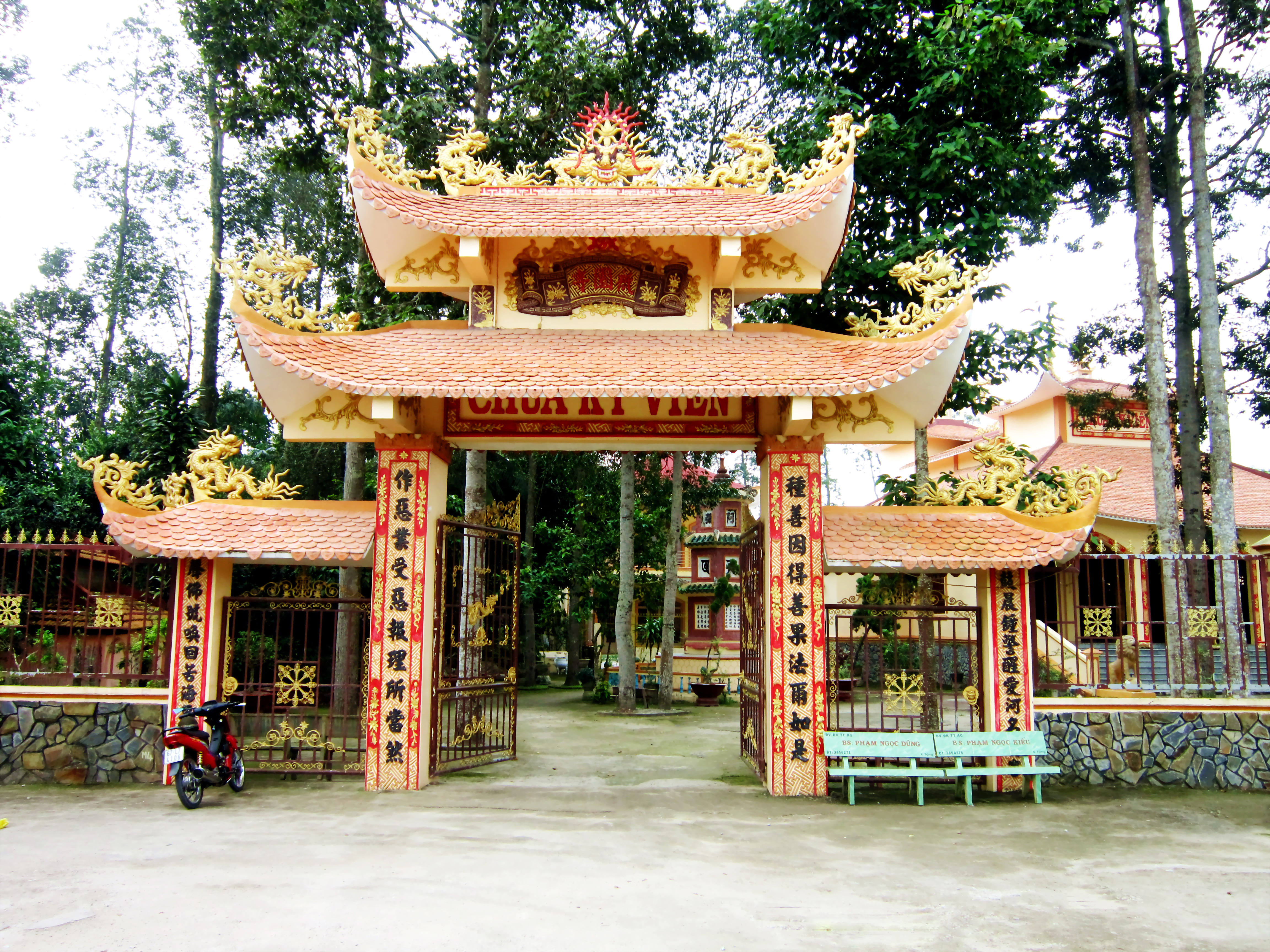
Chùa Kỳ Viên ở xã Cần Đăng.
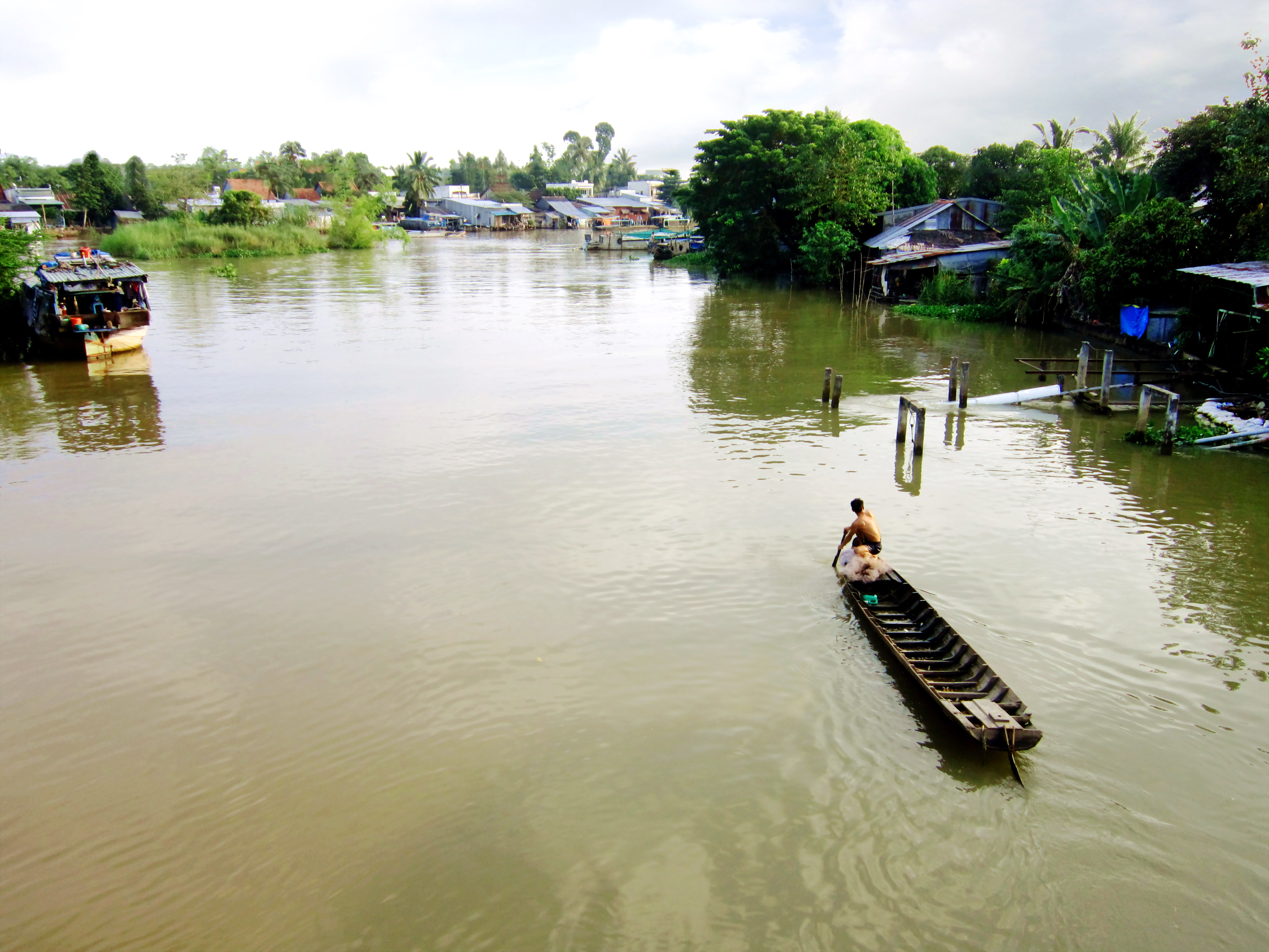
Một con rạch chảy qua cầu Cần Đăng và ngôi chợ cùng tên.
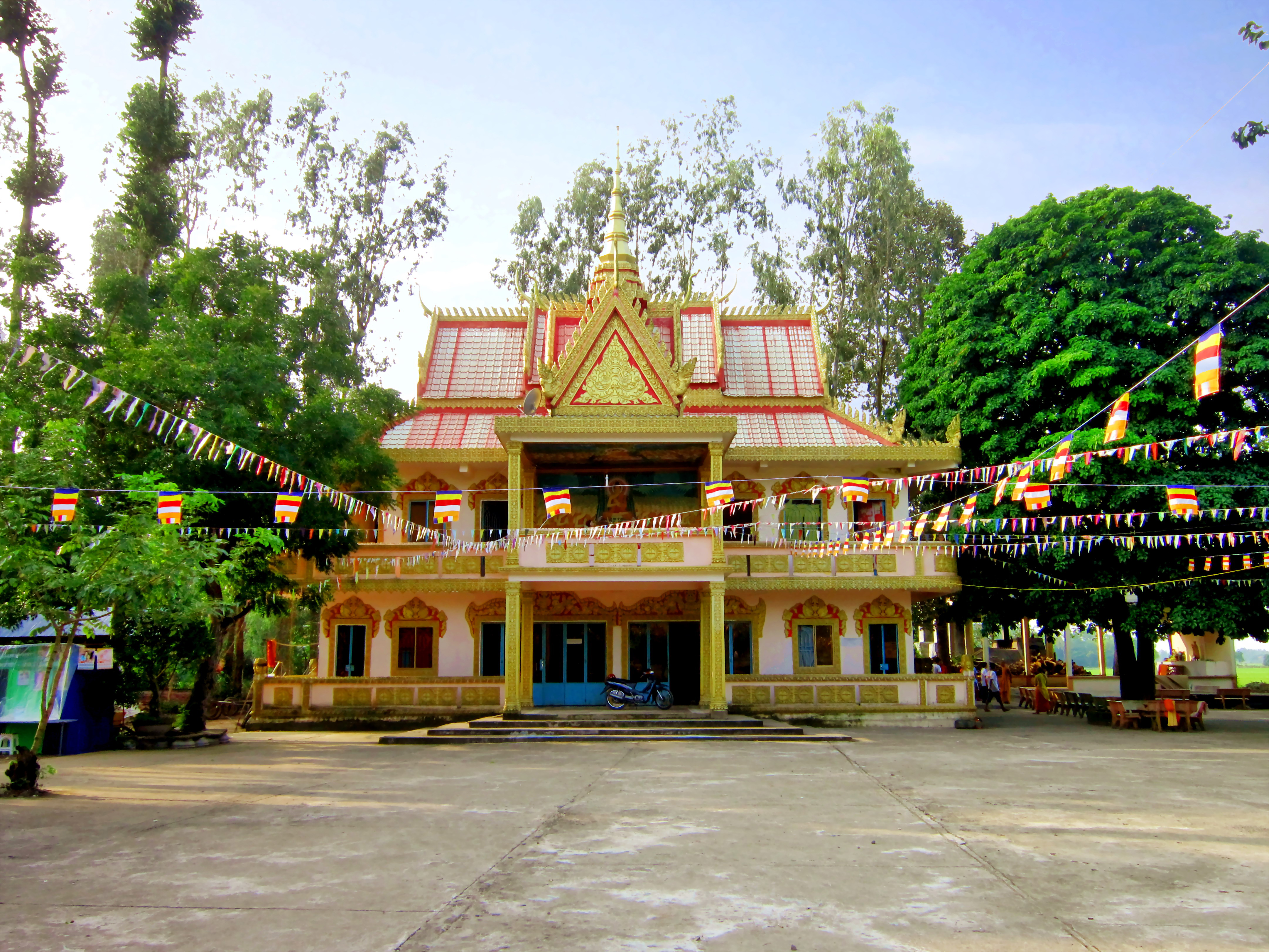
Chánh điện chùa Sim Minh Na Ram của tộc người Khmer ở xã Cần Đăng.
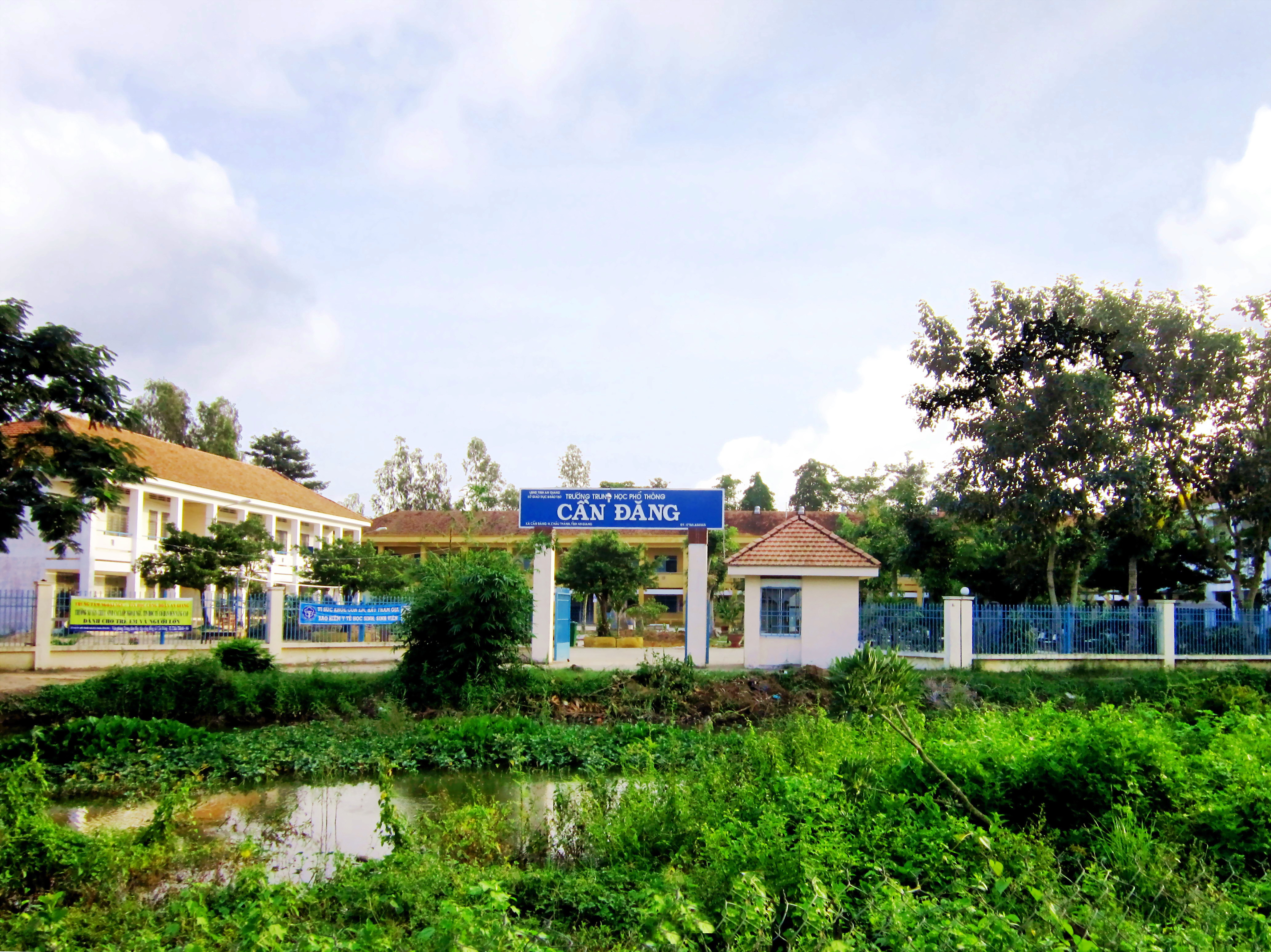
Trường Trung học phổ thông Cần Đăng ở xã Cần Đăng.
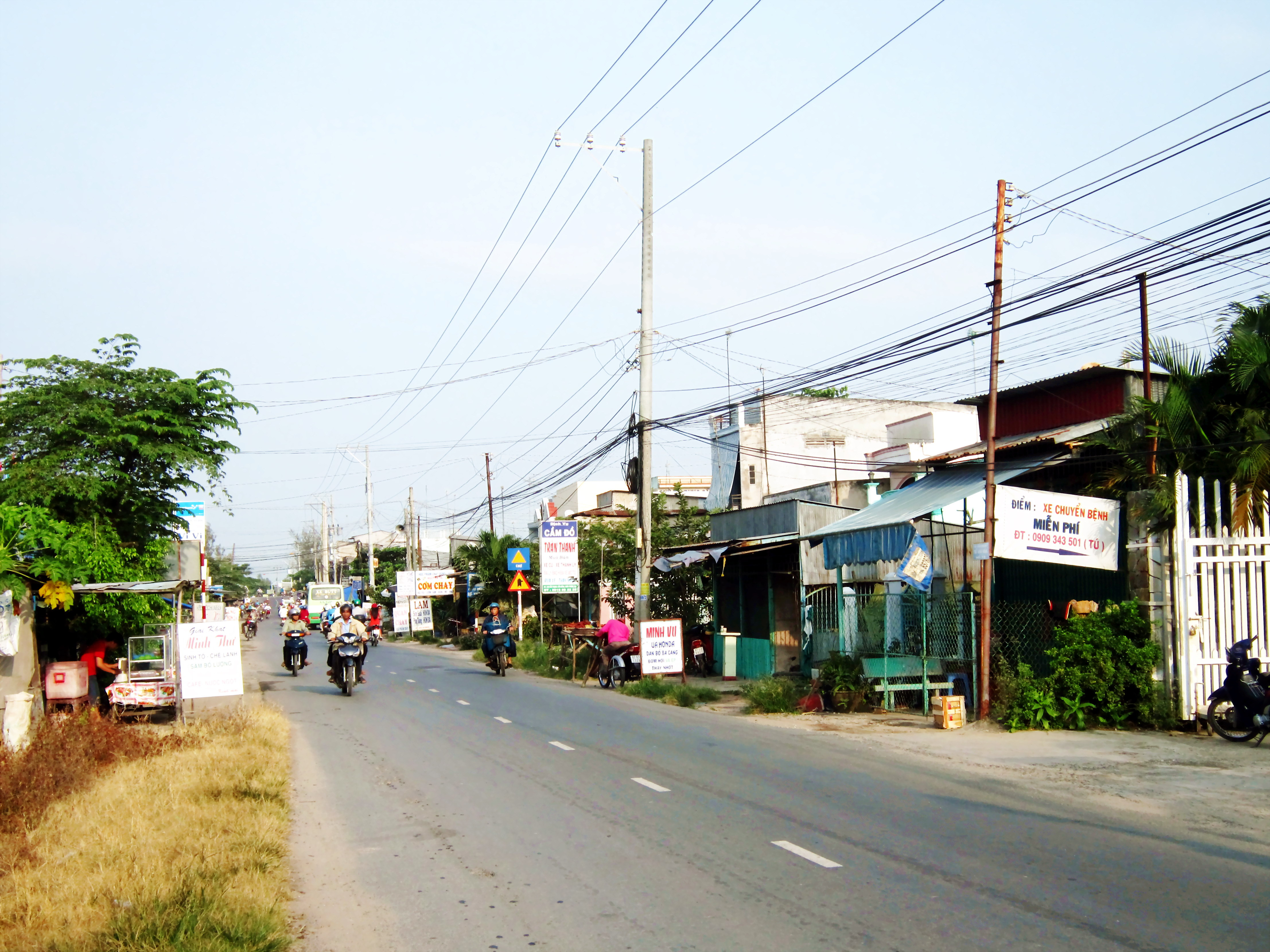
Tỉnh lộ 941, đoạn đi qua khu hành chính và chợ Cần Đăng.